# Vila Real
Vila Real – miasto w Portugalii, leżące w dystrykcie Vila Real, w regionie Północ w podregionie Douro; siedziba gminy o tej samej nazwie.
Miejscowość Bisalhães leżąca w gminie Vila Real znana jest wytwarzania tradycyjnej czarnej ceramiki. Tradycja ta w 2016 roku wpisana została na listę niematerialnego dziedzictwa kulturowego wymagającego pilnej ochrony.

## Demografia
| Liczba ludności gminy Vila Real (1801–2011) | Liczba ludności gminy Vila Real (1801–2011) | Liczba ludności gminy Vila Real (1801–2011) | Liczba ludności gminy Vila Real (1801–2011) | Liczba ludności gminy Vila Real (1801–2011) | Liczba ludności gminy Vila Real (1801–2011) | Liczba ludności gminy Vila Real (1801–2011) | Liczba ludności gminy Vila Real (1801–2011) | Liczba ludności gminy Vila Real (1801–2011) | Liczba ludności gminy Vila Real (1801–2011) |
| ------------------------------------------- | ------------------------------------------- | ------------------------------------------- | ------------------------------------------- | ------------------------------------------- | ------------------------------------------- | ------------------------------------------- | ------------------------------------------- | ------------------------------------------- | ------------------------------------------- |
| 1801                                        | 1849                                        | 1900                                        | 1930                                        | 1960                                        | 1981                                        | 1991                                        | 2001                                        | 2004                                        | 2011                                        |
| 37 041                                      | 25 329                                      | 35 976                                      | 37 951                                      | 47 773                                      | 47 020                                      | 46 300                                      | 49 957                                      | 50 499                                      | 51 850                                      |

## Sołectwa
Sołectwa gminy Vila Real (ludność wg stanu na 2011 r.)
- Abaças – 965 osób
- Adoufe – 2155 osób
- Andrães – 1389 osób
- Arroios – 1117 osób
- Borbela – 2652 osoby
- Campeã – 1375 osób
- Constantim – 1020 osób
- Ermida – 419 osób
- Folhadela – 2261 osób
- Guiães – 478 osób
- Justes – 333 osoby
- Lamares – 351 osób
- Lamas de Olo – 109 osób
- Lordelo – 3169 osób
- Mateus – 3400 osób
- Mondrões – 1065 osób
- Mouçós – 3051 osób
- Nogueira – 545 osób
- Nossa Senhora da Conceição – 8885 osób
- Parada de Cunhos – 1939 osób
- Pena – 483 osoby
- Quintã – 174 osoby
- São Dinis – 3937 osób
- São Pedro – 4766 osób
- São Tomé do Castelo – 950 osób
- Torgueda – 1382 osoby
- Vale de Nogueiras – 836 osób
- Vila Cova – 162 osoby
- Vila Marim – 1742 osoby
- Vilarinho de Samardã – 740 osób

## Klimat
| Miesiąc                                           | Sty | Lut  | Mar  | Kwi  | Maj  | Cze  | Lip  | Sie  | Wrz  | Paź  | Lis  | Gru  | Roczna |
| ------------------------------------------------- | --- | ---- | ---- | ---- | ---- | ---- | ---- | ---- | ---- | ---- | ---- | ---- | ------ |
| Średnie temperatury w dzień [°C]                  | 9.7 | 12.2 | 15.8 | 17.1 | 20.4 | 25.5 | 28.2 | 28.6 | 24.4 | 18.9 | 12.9 | 10.1 | 18,7   |
| Średnie dobowe temperatury [°C]                   | 6.3 | 7.9  | 10.8 | 12.0 | 14.9 | 19.2 | 21.3 | 21.7 | 18.5 | 14.4 | 9.4  | 6.8  | 13,6   |
| Średnie temperatury w nocy [°C]                   | 2.8 | 3.6  | 5.7  | 6.8  | 9.4  | 12.8 | 14.3 | 14.8 | 12.6 | 10.0 | 5.8  | 3.4  | 8,5    |
| Opady [mm]                                        | 142 | 79   | 83   | 86   | 71   | 34   | 15   | 26   | 55   | 140  | 129  | 162  | 1023   |
| Źródło: Instituto Português do Mar e da Atmosfera |     |      |      |      |      |      |      |      |      |      |      |      |        |

## Miasta partnerskie
- Osnabrück, Niemcy
- Orense, Hiszpania
- Grasse, Francja
- Mende, Francja
- Espinho, Portugalia
- Oeiras, Portugalia
- Portimão, Portugalia